# Hertford megye
Hertford megye az Amerikai Egyesült Államokban, azon belül Észak-Karolina államban található. Megyeszékhelye Winton, legnagyobb városa Ahoskie. Lakosainak száma 21 552 fő (2020. április 1.). Hertford megye Southampton, Gates, Chowan, Bertie és Northampton megyékkel határos.

## Népesség
A megye népességének változása:
| Lakosok száma | 24 602 | 24 509 | 24 456 | 24 431 | 24 184 | 21 552 |
|               | 2010   | 2011   | 2012   | 2013   | 2015   | 2020   |